# Zemljotres u Šensiju 1556.
Potres u Šensiju 1556. (kineski: 华县 大 地震; pinjin: Hua Xian dà dìzhèn) ili Đađinški potres (kineski: 嘉靖 大 地震; pinjin: jiājìng dà dìzhèn) je najsmrtonosniji zemljotres zabeležen u modernoj ljudskoj istoriji, i jedna od najsmrtonosnijih prirodnih katastrofa u kineskoj istoriji. Zemljotres se dogodio 23. januara 1556. ujutro, u provinciji Šensi, Kina. Više od 97 okruga u provincijama Šensi, Šansi, Henan, Gansu, Hebej, Šandung, Hubej, Hunan, Đangsu i Anhuej je bilo pogođeno tom katastrofom. Prostor u krugu od 840 km je bio uništen, a u nekim okruzima 60% stanovništva je poginulo. Većina stanovništva u tom području je u to vreme živela u veštačkim tzv. „Jaodong” pećinama (sastavljenim od lesa), od kojih su se mnoge urušile tokom katastrofe s velikim gubitkom života. Moderne procene procenjuju da je direktnih smrtnih slučajeva u zemljotresu bilo preko 100.000, dok je preko 700.000 migriralo ili umrlo od gladi i kuge, što predstavlja ukupan gubitak od 830.000 ljudi u carskim zapisima.

## Tektonska postavka
Huasjen se nalazi u basenu Vejhe, jednom od riftovih basena koji formiraju južne i istočne granice bloka Ordos. Na istoku basen se nastavlja sa sistemom rifta Šansi. Bazen Vejhe se formirao tokom paleogena kao odgovor na proširenje usmereno u pravcu severozapad-jugoistok. Nakon tektonski mirnog perioda tokom kasnog paleogena, riftni baseni su ponovo postali aktivni u neogenu kao odgovor na proširenje usmereno u pravcu NNW–SSE, što je aktivnost koja se nastavlja do danas. Baseni u Vejhe-Šansi riftnom sistemu su ograničeni velikim normalnim rasedima, koji su bili odgovorni za velike istorijske zemljotrese. Bazen Vejhe ima sveukupnu geometriju polugrabena, sa glavnim kontrolnim rasedima, kao što su rased Huašan i rased Severni Ćinling, koji formiraju južnu granicu.

## Zemljopis
Potres u Šensiju je imao epicentar u dolini reke Vej u provinciji Šensi, u blizini gradova Huasjen, Vejnan i Huajin. U Huasjenu, svaka zgrada i dom se urušio, ubivši više od polovine stanovnika grada, a broj tamošnjih žrtava procenjuje se u desetinama hiljada. Slična situacija je bila i u Vejnanu i Huajinu. U nekim mestima, pukotine duboke 20 metara otvorene su u zemlji. Razaranje i smrt su bili svugde. Neka mesta koja su bila i do 500 kilometara udaljena od epicentra, su bila pogođena katastrofom. Potres je takođe potstakao odrone zemlje, što je doprinelo masovnom broju poginulih.
Zemljotres se dogodio za vreme vladavine cara Đađinga tokom dinastije Ming. Stoga se u kineskoj istoriji ovaj potres često spominje i kao „Đađingov veliki zemljotres“ (kineski: 嘉靖 大 地震; pinjin: jia Jing dà di Zhen).
Moderne procene, na temelju geoloških podataka, stavljaju jačinu zemljotresa na oko 8,0 na Rihtervovoj skali u trenutku magnitude ili XI na Merkalijevoj skali. Iako je to najsmrtonosniji zemljotres (drugi najsmrtonosniji, zemljotres u Tangšanu 1976, koji je takođe pogodio Kinu 400 godina kasnije, uprkos velikim štetama odneo je „samo” 250.000 života, što je za dve trećine manje od ovog) i treća najsmrtonosnija prirodna katastrofa u istoriji, bilo je i zemljotresa sa znatno većim magnitudama.
Nakon zemljotresa, manja podrhtavanja tla javljala su se i nekoliko puta mesečno narednih pola godine.

## Izveštaji
Većina pogođenih gradova izvestilo je da su se gradski zidovi urušili, gotovo sve kuće su se raspale, i malo je ljudi preživelo. Tek naselja i gradovi udaljeni više od 800 km od epicentra bili su izvan dosega katastrofe i nisu imali štete. Dodatne informacije dao je Gu, et.al.:
„U Huasjenu, gradski zidovi, hramovi, uredi i kuće su uništene, ni jedan zid nije ostao čitav ... Tlo je potonulo. Voda je izlazila na površinu i formirala kanale. 60% stanovnika je poginulo ... U Vejnanu, gradski zidovi, hramovi, trgovine, uredi i kuće su se potpuno urušili ... U gradu, tlo je potonulo više od tri metra.”

## Lesne pećine
Milioni ljudi su živeli u to vreme u veštačkim lesnim pećinama na visokim liticama u tom području Lesnog platoa. Les је glinasto zemljište koji su oluje vremenom nanele na plato. Mekana lesna glina je formirana tokom mnogih hiljada godina nanošenjem depozita iz pustinje Gobi dejstvom vetrom. Les je veoma erozivna zemlja, koja je podložna silama vetra i vode.
Lesni plato i njegovo prašnjavo tlo pokriva skoro celokupne provincije Šansi, Šensi, i Gansu i delove drugih. Znatan deo populacije je živeo u staništima zvanim jaodunzi na tim liticama. To je bio glavni faktor koji je doprinio vrlo visokom broju poginulih. Zemljotres je srušio mnoge pećine i uzrokovao klizišta, koja su uništila još mnogo veće površine.

## Trošak
Trošak štete nastale zemljotresom gotovo je nemoguće izmeriti u današnjim normama. Broj poginulih, međutim, tradicionalno se daje kao 820.000 do 830.000. Prateća imovinska šteta bila je neprocenjiva - cela regija unutarnje Kine je bila uništena, a procenjuje se da je 60% stanovništva ove regije poginulo.

## Strana reakcija
Portugalski dominikanski kaluđer Gaspar da Kruz, koji je posetio Guangdžou kasnije 1556. godine, čuo je o zemljotresu, i kasnije izvestio o tome u zadnjem poglavlju svoje knjige, Rasprava o Kini (1569). On je smatrao da je zemljotres moguća kazna za ljudske grehove, i da je Velika kometa iz 1556. verovatno bila znak ove nesreće (a možda i znak rođenja antihrista).

## Literatura
- Eaton, Gale (2015). A History of Civilization in 50 Disasters (History in 50). Tilbury House Publishers. стр. 65. ISBN 978-0-88448-407-3.
- 5th international congress International Association of Engineering Geology, volume 4: Proceedings / Comptes-rendus. Buenos Aires: A A Balkema Publishers, Netherlands. 1990. ISBN 978-90-6191-664-2.
- Houa, Jian-Jun; Hanb, Mu-Kang; Chaib, Bao-Long; Hanc, Heng-Yue (1998), „Geomorphological observations of active faults in the epicentral region of the Huaxian large earthquake in 1556 in Shaanxi Province, China”, Journal of Structural Geology, 20 (5): 549—557, Bibcode:1998JSG....20..549H, doi:10.1016/S0191-8141(97)00112-0.
- Ivana (2003). „Ancient underground courtyards sinking out of sight”. www.chinaculture.org. P.R.China: Ministry of Culture. Архивирано из оригинала 2012-01-14. г.
- „Xiachenshi huangtu yaodong minju yuan luo chuyi” [A preliminary discussion of sunken loess land cave dwellers' courtyards]. Architects (Jian-zhushi) (на језику: кинески). 15: 75—82. 1983.
- „Advantages and Disadvantages of Earth-Sheltered Homes”. U.S. Department of Energy. 2011. Архивирано из оригинала 17. 08. 2012. г. Приступљено 2011-09-28.
- Knapp, Ronald (јул 1992). Chinese Landscapes: The Village As Place. Honolulu: University of Hawaii Press. стр. 151–160. ISBN 978-0824814137.
- Wang, Guorong (2011). „Xibei yaodong minju leixing ji kongjian jianxi”. Journal of Lanzhou University of Technology.
- wang, hui (2013). Yaodong dikengyuan yingzao jiyi. China: Anhui Science and Technology Press.
- Wang, Fang; Yu, Fengyao; Zhu, Xiaohua; Pan, Xiaoli; Sun, Ruimin; Cai, Hongru (2016-10-01). „Disappearing gradually and unconsciously in rural China: Research on the sunken courtyard and the reasons for change in Shanxian County, Henan Province”. Journal of Rural Studies. Rural Restructuring in China. 47 (Part B): 630—649. doi:10.1016/j.jrurstud.2016.05.011.
- Golany, Gideon (1992). Chinese Earth-Sheltered Dwellings: Indigenous Lessons for Modern Urban Design. Honolulu, HI: University of Hawaii Press.
- Gale Eaton (23. 10. 2015). A History of Civilization in 50 Disasters (History in 50). Tilbury House Publishers. стр. 65. ISBN 978-0-88448-407-3.
- „Qianxi Shanbei Yaodong jianzao gongyi he tezheng”. Journal of Yanan University (Natural Science Edition). 2014.

## Spoljašnje veze
- Ruins of Hua County Earthquake (језик: енглески)